# オペラ座の怪人 (1976年のミュージカル)
『オペラ座の怪人』（The Phantom of the Opera）は、ガストン・ルルーの小説『オペラ座の怪人』を最初に舞台化した、ケン・ヒルによる1976年初演のミュージカル作品である。ぞっとするほど醜い怪人の、無垢で美しい歌手・クリスティーヌに対する妄執愛を描いた作品。ヴェルディ、グノー、オッフェンバック、モーツァルト、ドニゼッティ、 ウェーバー、ボーイトらの既存の音楽（オペラのアリア等）に創造的な詞を作詞した。

## 経緯
ケン・ヒルの『オペラ座の怪人』は、ミュージカルで舞台化された最初の『オペラ座の怪人』であり、興行収入の上でも成功をおさめた。ケン・ヒル版はガストン・ルルーの著名な小説の舞台化版にしては、しばしば過小評価され無視されている。しかしケン・ヒル版のミュージカル作品は、各種の賞を獲得したアンドリュー・ロイド・ウェバー版に、多大な影響を与えた作品である（ケン・ヒルは何らの著作権料を受け取ってはいないが）。
ケン・ヒルは古書店を巡り歩き、ガストン・ルルーの原作小説を見つけ出し、ルルーが描いたオリジナルの姿のまま、ミュージカルで舞台化することを決意した。Morecambe Pierのプロダクションで最初のミュージカル版として着手したが、ヒルがニューキャッスル・プレイハウスで演出家をしていたためここでも初演が行われた。1976年7月26日、この初演はランカスターのデュークス・プレイハウスのプロデュースによりヒットした。ジョン・ブラックモアが演出、クレア・リスがデザイン、ゲイリー・イヤーションが音楽監督を務めた。のちの版とは違い、ヒルと『The Curse of the Werewolf 』で関わったことのあるアイアン・アーミットがモダンな楽曲を作曲し、グノーのオペラ『ファウスト』がらの引用も使用した。このケン・ヒル版は原作小説の非常にユニークな派生作品である。、殺人とミステリーの世界に歌を加え、衝撃的な舞台演出をした。これは、ルルーの小説がも ともと持っていながらも、長い間忘れ去られていた知的な物語の再来であった。ルルーのようにケン・ヒルもまた、「怪人」が単なる「芸術家の想像の産物」 （creature of the imagination of the artiste）ではなく、むしろ劇場に入場する全ての者の、心の琴線に触れる魂そのものであると感じていた。ケン・ヒル自身は、「舞台を楽しんでくれ。全くもって楽しい舞台だ。ちょっとだけ深刻なものだけどね。人生のように…」（“Enjoy it. It's all fun. Though it has its serious bits. As in life ...”）と話している。
1984年、ヒルは改訂版を製作した。今回は19世紀後半、実際にガルニエ宮で演奏されていたような音楽を使用したかった。そのため彼はこれまでのアーミットによる音楽を破棄し、原作の文章を基にオリジナルの英語の歌詞を作詞した。グノー、オッフェンバック、ヴェルディ、ウェバー、モーツァルト、ドニゼッティ、ボーイトのオペラ・アリアに置き換え、原作が書かれた時代の音楽での製作を行なった。この改訂版はニューキャッスル・プレイハウスとシアター・ロイヤル・ストラトフォード・イーストの共同製作により、1984年4月3日にニューキャッスル・プレイハウスで開幕し、その後シアター・ロイヤル・ストラトフォード・イーストでも上演された。この間、ニューキャッスルのニュー・タイン・シアター、ウルヴァーハンプトンのグランド・シアターでも短期間上演されたが、どちらもそれほど成功しなかった。シアター・ロイヤル・ストラトフォード・イースト公演時、ロイド・ウェバー版のクリスティーヌ役オリジナル・キャストのサラ・ブライトマンが出演を依頼されたが辞退されたため、オペラ歌手クリスティーナ・コリアが選ばれた。
当時ブライトマンと結婚していたアンドリュー・ロイド・ウェバーとキャメロン・マッキントッシュはシアター・ロイヤル・ストラトフォード・イーストでケン・ヒル版『オペラ座の怪人』を鑑賞した。ヒルとロイド・ウェバーは過去にウィンチェスター・シアターでの『ヨセフ・アンド・ザ・アメージング・テクニカラー・ドリームコート』再演初期に共に仕事をしたことがあったのである。好評を聞きつけ、ロイド・ウェバーとマッキントッシュは『オペラ座の怪人』のウエスト・エンドでの大作に発展させるためのコラボレーションのためにヒルに接近した。ロイド・ウェバーと彼のプロデューサーのマッキントッシュはとても乗り気であったが、最終的にロイド・ウェバーはヒルなしでの製作をすることにした。
1987年、海を越えてセントルイスのレパートリー・シアターでアメリカ初演が開幕した。サル・ミストレッタが怪人役を演じ、セントルイス劇評家賞を受賞した。1988年、アメリカでの2度目の上演がジョナサン・レイニスのプロデュースによりサンフランシスコのシアター・イン・ザ・スクエアで開幕した。
セントルイス版もサンフランシスコ版も大成功をおさめ、ヒルは全米ツアー公演を打診された。のちにヒルの『The Invisible Man 』ロンドン公演を手掛けることになるレイニスはエレクトリック・ファクトリー・コンサーツと共にツアーをプロデュースするファントム・ツアリング社を組織した。1989年、オリジナルのニューキャッスル・プレイハウスによりツアー公演が製作された。数年かけて110都市をまわり全米で満席となり興行収入7,200万ドルをあげた。
1991年、イギリスに戻り、スチュワート・マクファーソンのプロデュースにより全国ツアーを開始し、その後ロンドンのウエスト・エンドに進出した。1991年12月18日、ピーター・ストレイカーが怪人役、クリスティーナ・コリアがクリスティーヌ役という1984年版とほぼ変わらないキャストでシャフツバリー・シアターにて開幕した。好評なレビューに関わらず、IRAによる爆撃事件などでウエスト・エンド公演は興行収入の面でふるわず、予定より早い1992年4月11日で閉幕した。それでもローレンス・オリヴィエ賞に新作ミュージカル賞、ミュージカル演出賞の2部門にノミネートされ、ミュージカル演出賞を受賞した。ウエスト・エンドを離れ、マクファーソンのプロデュースにより日本、アジア、オーストラリアでのツアー公演が行われた。

## あらすじ

### 第1幕
北部鉄道元社長および証券取引合唱団名誉会員で新しいマネージャーのリチャードがパリ国立オペラに到着し、物語は始まる("Introduction")。彼はアーティストやスタッフらから挨拶を受ける("Welcome Sir, I'm So Delighted")。以前のマネージャーはオペラ・ゴーストの月2万フランとボックス席の要求を守らなかったため短期間で退職したのである。頑固で愚かなリチャードもゴーストの要求を拒否すれば悲劇が起きると小耳に挟むがこの要求を拒否する。ボックス席案内係のマダム・ジリーはリチャードに、ゴーストは落胆するだろうと警告する。ゴーストがいつも使用する5番ボックス席をリチャードが要求しマダム・ジリーは恐怖を抱く。マダム・ジリーはリチャードの態度にゴーストが何もしない訳がないと知っているのである。マダム・ジリーはリチャードに悲劇が起きると警告するが、リチャードは相手にしない。
夜公演が開幕する("Accursed All Base Pursuit of Earthly Pleasure")。ゴーストはメフィストフェレスの姿で最初の警告をする。終演後、リチャードの、ハンサムだが鈍くコーラスのクリスティーヌ・ダーエに恋い焦がれる息子ラウルが彼女の楽屋に向かうと、他の男性と話しているのが聞こえる。嫉妬したラウルが部屋に押し入ると誰もいない。ゴーストはとてもリアルで、クリスティーヌを愛しており、邪魔が入り悲嘆する("How Dare She")。
厩務員がリチャードの事務所にやってきて、シーザーという馬が行方不明だと語る("Late Last Night I'm In The Cellars")。リチャードは厩務員の不始末として即解雇する。愛する人に裏切られた若きラウルとクリスティーヌは地元の墓地を訪れる("All Of My Dreams Faded Suddenly")。ラウルは天使の声を持つ「音楽の天使」を紹介される("While Floating High Above")。クリスティーヌが先に帰り、怪人はラウルの首を締めようとするが、墓荒らしがやってきたため逃げる。オペラ座ではリチャードが息子がコーラス・ガールを追いかけまわしていることを嘆く。その夜出演する予定だった歌姫カルロッタはとても具合が悪い("She Says She's Got The Nodules")。カルロッタが演じる裏でクリスティーヌが歌うこととなる。
怪人にとってはそんなことは関係ない。怪人は事故を起こすのをやめる気はないし、カルロッタを降板させるなど全力で上演中止に追い込むつもりである。夜公演でカルロッタは動きを間違え、クリスティーヌの歌と全く合わない("What Do I See")。終演に近付いた頃、クリスティーヌは気を失い、カルロッタはカエルの鳴き声のような声を出し、公演は中断する。観客たちが爆笑する中、怪人はカルロッタがシャンデリアを落とすと宣言する。しかし彼はシャンデリア(chandelier)ではなく燭台(candelabra)のスイッチを入れ、カルロッタに落とす。
終演後、クリスティーヌとラウルはオペラ座の屋根の上で会い、オペラ座と怪人から逃げる方法を話し合う。しかしこの時怪人は近くにいたのである。怪人は2人の上にあったアポロ像の裏から姿を現す("To Pain My Heart Selfishly Dooms Me")。クリスティーヌとラウルは屋根から下り、怪人は1人になる。1人の老人が入ってきて、オペラ座の屋根に鳩の餌を撒く。怪人は怒りを増幅させ、無関係の老人を屋根から投げ落とす。怪人はクリスティーヌを手に入れると叫ぶ。

### 第2幕
クリスティーヌが主演マルグリット役を演じる『ファウスト』が開幕する("Ah! Do I Hear My Lover's Voice?")。公演中に停電し、再度照明がともるとクリスティーヌがいない。公演は中断し、出演者たちはクリスティーヌをオペラ座中探し、ランタンを客席に向ける("No Sign! I See No Sign!")。しかしなかなか見つからない。怪人はクリスティーヌを誘拐してボートに乗せ、霧が覆う桟橋の杭に彼女を縛り付け、怪人はクリスティーヌを残して暗闇に戻っていく("Somewhere Above The Sun Shines Bright")。
地上の捜索隊はボイラー室に移動する。ペルシア人は身元および怪人の過去を明かす("Born With A Monstrous Countenance")。ラウルはオペラ座の地下に下りて捜索する("In The Shadows, Dim And Dreay")。ラウルは他の人々と共にマンホールをくぐって来たのである。怪人は彼らを閉じ込め事態はヒートアップする。捜索隊は絶体絶命となる("What An Awful Way To Perish")。
怪人の所有する教会にはオルガンがあり、楽譜が散乱している。怪人はクリスティーヌと結婚することにし、愛を告げる("Ne'er Forsake Me, Here Remain")。クリスティーヌは怪人の仮面を剥がし、怪人は怒りと恥ずかしさで叫び、クリスティーヌから顔をそむける。怪人の鳴き声は次第にやみ、決意と怒りに満ちた目をした怪人はクリスティーヌと無理矢理結婚しようとする。しかしその時怪人の罠から逃げ出したラウル、ペルシア人を含む捜索隊が飛び込んでくる。怪人は窮地に陥りナイフを取り出し、クリスティーヌを自分の前に立たせる。捜索隊は怪人を捕らえ、ペルシア人は怪人の実の弟で、怪人と自分の両親を殺した兄を捕まえるために刑事になったことを告白する。そして怪人は自らの命を絶ち、クリスティーヌは結婚指輪を怪人に握らせたのであった。

## 使用楽曲
| 第1幕 - Welcome Sir I'm So Delighted - デビエン、レミー、ファウスト、メフィストフェレス、リチャード、ラウル、ジェイムス - Accursed All Base Pursuit Of Earthly Pleasure - ファウスト - How Dare She - ラウル - Late Last Night I'm In The Cellars - 厩務員 - All Of My Dreams Faded Suddenly - クリスティーヌ - While Floating High Above (曲: ビゼー, 真珠採り) - 怪人 - She Says She's Got The Nodules - ファウスト, カルロッタ, リチャード, レミー, ジェイムス, デビエン, クリスティーヌ - What Do I See - クリスティーヌ (as カルロッタ) - To Pain My Heart Selfishly Dooms Me (曲: オッフェンバック, ホフマン物語) - 怪人, ラウル, クリスティーヌ | Act II - The Entr'Acte - Ah! Do I Hear My Lover's Voice? - ファウスト, クリスティーヌ - No Sign! I See No Sign! - デビエン, リチャード, ラウル, レミー, ドミニク, ファウスト, ジェイムス, マダム・ジリー - Somewhere Above The Sun Shines Bright - クリスティーヌ - Born With A Monstrous Countenance - ペルシア人 - In The Shadows, Dim And Dreary - ラウル, ペルシア人 - 'What An Awful Way To Perish - ファウスト, ペルシア人, マダム・ジリー, リチャード, ジェイムス, ラウル - The Final Drama - Ne'er Forsake Me, Here Remain - 怪人 - Ne'er Forsake Me, Here Remain (リプライズ) - 怪人, クリスティーヌ - He Will Not Go Without A Friend - カンパニー |

## 近年の上演
1992年、初の日本ツアーの際にドヴォルザークのアリアを基にしたクリスティーヌ用の新曲『All Of My Dreams Faded Suddenly 』が追加され、『Love Has Flown, Never Returning 』と置き換えられた。ウエスト・エンドのキャスト・レコーディングには『Love Has Flown, Never Returning 』が収録されており、『All Of My Dreams Faded Suddenly 』は収録されていない。
1992年から世界中で上演しており、ニュージーランド、オーストラリア、イタリア、ドイツ、日本、韓国、イギリスなどで公演が行われた。最も新しいイギリス・ツアーは2000年から2001年に行なわれ、リンカンのシアター・ロイヤルのクリス・モレノがプロデュースした。近年のプロダクションはコミカルで、ロイド・ウェバー版をからかうこともある。
最新の公演は2013年12月19日から29日、東京で上演された。1991年、ウエスト・エンド・プロダクションを手掛けたスチュワート・マッキントッシュがプロデュースした。

## レコーディング
1993年、D・シャープ・レコードからキャスト・レコーディングがリリースされた。ウエスト・エンド・プロダクションの全曲が収録されている。のちにステッソン・レコード、BMGの2ヶ所からリリースされた。最新のCDは主に日本(日本盤)、オーストラリア、ニュージーランドなどツアー公演が行われた場所で売り上げた。